# Byfjorden (Hordaland)
Byfjorden  è un fiordo situato nella contea di Vestland, che fa parte della regione di Vestlandet, posta nella parte sud-occidentale della Norvegia.

## Descrizione
Il Byfjorden faceva parte storicamente della contea di Hordaland; la contea è stata abolita nel 2020, quando è stata accorpata con quella di Sogn og Fjordane per formare la nuova contea di Vestland.
Il fiordo è lungo 15 km e separa l'isola di Askøy dalla penisola di Bergen, passando a nord della città di Bergen, posta sulla costa interna. L'imbocco ovest del fiordo è situato tra il villaggio di Drotningsvik (che fa parte del borough di Laksevåg), la città di Bergen e il villaggio di Marikoven, posto sull'isola di Askøy, che fa parte della municipalità di Askøy.
L'imbocco settentrionale del fiordo è situato tra il villaggio di Ask (nell'isola di Askøy) e Mjølkeråen nel borough di Åsane.
All'estremità nord il fiordo si connette con Salhusfjorden e Herdlefjorden.

## Etimologia
Il nome Byfjorden in lingua norvegese significa fiordo della città, in riferimento alla sua importanza come via di accesso dal mare all'importante città di Bergen, la seconda città più popolata del paese, dopo la capitale Oslo.
Un altro fiordo con lo stesso nome Byfjorden si trova nella contea di Rogaland.

## Accessibilità
La strada di collegamento per arrivare al Byfjorden attraversa il fiordo sul ponte di Askøy, posto all'estremità occidentale del fiordo. Il ponte è lungo 1.057 metri e ha una campata centrale di 850 metri che, fino al 2013, era la più lunga campata sospesa della Norvegia.
Subito a nord del ponte si incontra il villaggio di Kleppestø, che è il centro municipale di Askøy. Da qui il fiordo si divide in due rami; uno va a sud fino al centro di Bergen e l'altro a nord sul lato est di Askøy.